# Hoàng Thanh (nghệ sĩ)
Hoàng Thanh là một nghệ sĩ ưu tú, nghệ sĩ dân ca người Việt Nam.

## Tiểu sử
Hoàng Thanh sinh ra ở Nghệ An nhưng theo mẹ ra Hà Nội từ bé. Ngay từ nhỏ, bà đã đi với mẹ trong nhiều lần biểu diễn và thuộc lòng các bài dân ca khu 4.

## Sự nghiệp
Năm 14 tuổi, bà được tuyển vào Đài Phát thanh Giải phóng và sau đó trở thành ca sĩ của Đội ca Huế với nhiệm vụ ngâm thơ, hát dân ca miền Trung. Để nâng cao trình độ, bà theo học các thế hệ nghệ sĩ trước để trau dồi trình độ. Trong quá trình công tác, bà giành được nhiều giải thưởng trong các kỳ hội diễn như Huy chương bạc cuộc thi ca múa nhạc dân tộc toàn quốc tổ chức tại Đà Nẵng, Giọng hát miền Trung hay nhất tại cuộc thi ca múa nhạc dân tộc toàn quốc tổ chức tại Hà Nội...
Bà còn là nghệ sĩ ngâm thơ và nghệ sĩ nhạc dân ca của Đài tiếng nói Việt Nam.
Năm 1997, Hoàng Thanh được phong tặng danh hiệu NSƯT. Hiện tại, bà giảng dạy bộ môn Dân ca tại Học viện Âm nhạc Quốc gia Việt Nam.